# Geotria
Las lampreas de bolsa o lampreas de boca ancha (Geotria) integran el único género de la familia Geotriidae, la que comprende peces agnatos hiperoartios. Sus 2 especies viven en agua dulce y marina templado-fría a fría en el hemisferio sur.

## Taxonomía
Descripción original e historia taxonómica
Este género fue descrito originalmente en el año 1851 por el zoólogo inglés George Robert Gray, al mismo tiempo que describía su especie tipo: Geotria australis.
En el año 1868, el zoólogo alemán, nacionalizado argentino, Carlos Germán Conrado Burmeister, describió una lamprea en contrada en el Río de la Plata como  Petromyzon macrostomus, la cual posteriormente fue transferida al género Geotria, sin embargo, dicho taxón específico fue incorporado décadas después a la sinonimia de G. australis. En el año 1929 se consideró que este último taxón era el único del género, postura que se mantuvo por casi un siglo, hasta que, en el año 2020, el taxón de Burmeister fue rehabilitado como una buena especie, dejando así el género de ser monotípico. Esto ocurrió como resultado de una publicación efectuada por Carla Riva-Rossi, Diego Andrés Barrasso, Cindy Baker, Analía Pamela Quiroga, Claudio Baigún y Néstor Guillermo Basso, quienes evaluaron el estado taxonómico del género en todo el rango de su distribución, utilizando análisis moleculares y exámenes de sus características morfológicas.
Etimología
Etimológicamente, el término genérico Geotria deriva del idioma griego, en donde: geo significa ‘relativo a la tierra’.

### Subdivisión

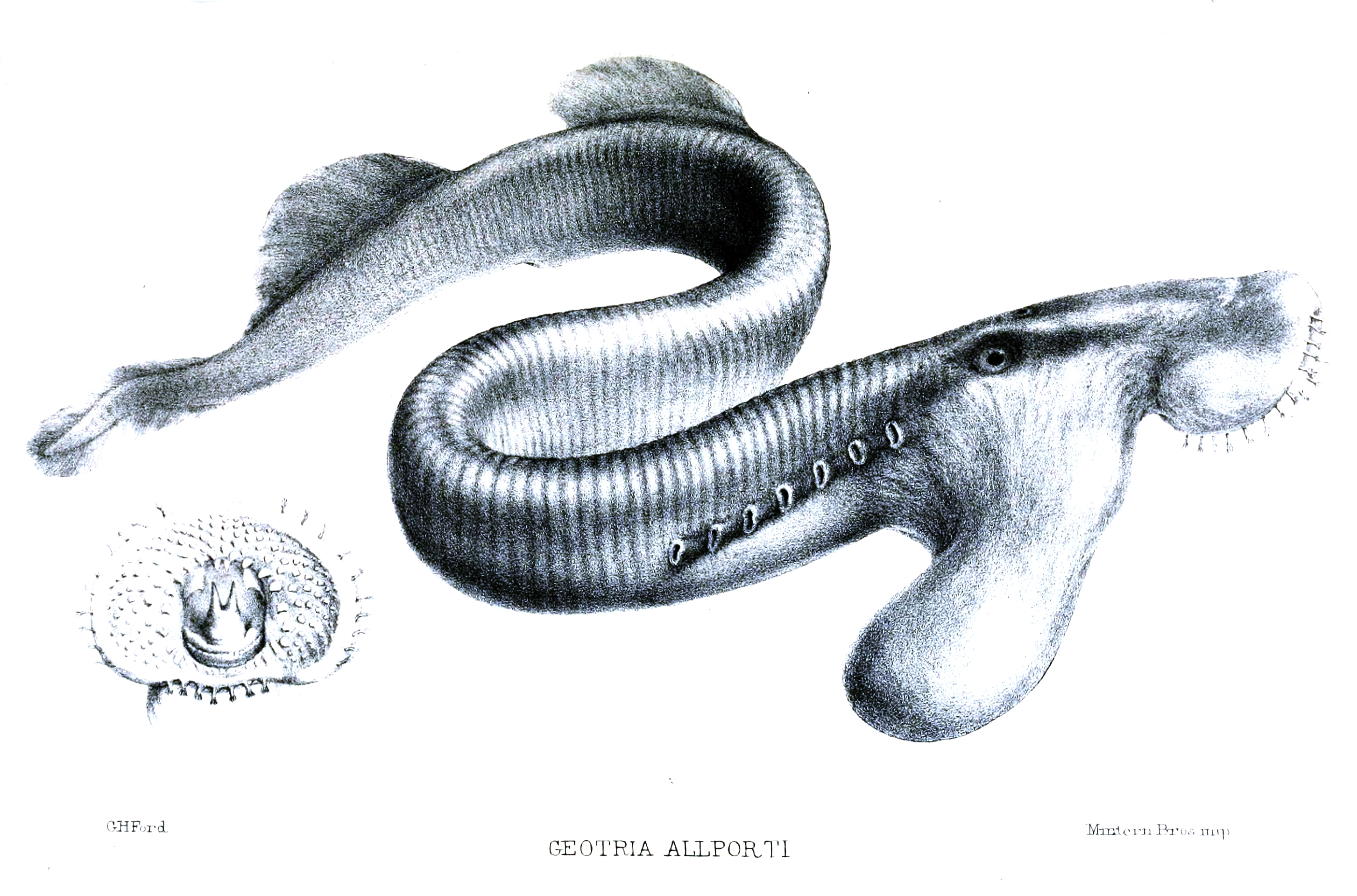
Lamprea de bolsa (Geotria australis).

Este género está integrado por 2 especies:
- Geotria australis Gray, 1851
- Geotria macrostoma (Burmeister, 1868)

Además de la profunda diferenciación genética que las separa, morfológicamente es posible reconocerlas entre sí por 2 rasgos: Geotria macrostoma tiene la cloaca ubicada muy por detrás del origen de la segunda aleta dorsal, mientras que en G. australis está posicionada anterior o debajo de su origen; G. macrostoma presenta la segunda aleta dorsal contigua a la caudal —conectadas por un pliegue bajo la piel—, mientras que en G. australis ambas aletas están separadas.

## Características
Los adultos de Geotria en su etapa marina son de color plateado (cuando regresan a los ríos pasan a ser amarronados); presentan un cuerpo alargado y angosto, de hasta 80 centímetros de longitud. Durante la madurez sexual, se altera el tamaño del cuerpo, el número y la disposición de los dientes, la altura y la posición de las aletas dorsal y caudal, el tamaño del disco bucal en relación con el de la cabeza, a la vez que desarrollan en el sector inferior de esta una especie de saco (la causa de su nombre vulgar), siendo en los machos notablemente grande. Al carecer de vejiga gaseosa los desplazamientos se restringen al lecho de los cuerpos acuáticos.

## Hábitos
Las lampreas de bolsa son anádromas, ya que nacen en lagos y ríos de agua dulce; allí presentan la primera fase de vida, la larval (denominada "ammocetes"), viviendo por entre 3 y más de 4 años enterradas en el limo y arena del río, alimentándose de microorganismos, a los que captura mediante filtrado. Si el ambiente del nido no tiene corriente, se mantienen en su derredor, si en cambio tiene corriente, pueden desplazarse aguas abajo. Terminada esta fase, ocurre una metamorfosis, durante 6 meses, cambian su color amarronado por otro plateado, crecen en tamaño y los rudimentarios ojos comienzan a completar su desarrollo, pasando así a la fase juvenil, fase ontogenética denominada macroftalmia, la cual involucra traslados activos de alcance local y movimientos pasivos río abajo en las horas de la noche, hacia su desembocadura y pasan a vivir en el mar, alimentándose de manera parásita de la sangre y los tejidos corporales de peces teleósteos. Luego de un tiempo pasan a la fase denominada subadulta, por lo regresan a los ríos, a los que remontan aguas arriba; en esta etapa no parasitan. Allí presentan una etapa de maduración sexual prolongada, donde el desove ocurre después de 12 a 16 meses de permanecer en agua dulce por lo que, después de reproducirse, mueren (son semélparas).
Predadores
En su estado larvario, son predadas, entre otros, por las introducidas trucha marrón (Salmo trutta) y trucha de lago (Salvelinus namaycush).

## Distribución y hábitat
Las especies del género Geotria habitan únicamente en aguas del hemisferio sur. La etapa marina ocurre en aguas de los océanos Atlántico, Índico y Pacífico; en su primera etapa larval y en la etapa reproductiva (última de su vida), habita en ríos templado-fríos a fríos de la Argentina y Chile, en Sudamérica, y de Australia y Nueva Zelanda, en Oceanía.